# Romana (okręg Ardżesz)
Romana – wieś w Rumunii, w okręgu Ardżesz, w gminie Uda. W 2011 roku liczyła 135 mieszkańców.